# Eudicella smithii
Eudicella smithii är en skalbaggsart som beskrevs av Macleay 1838. Eudicella smithii ingår i släktet Eudicella och familjen Cetoniidae. Inga underarter finns listade i Catalogue of Life.

## Bildgalleri

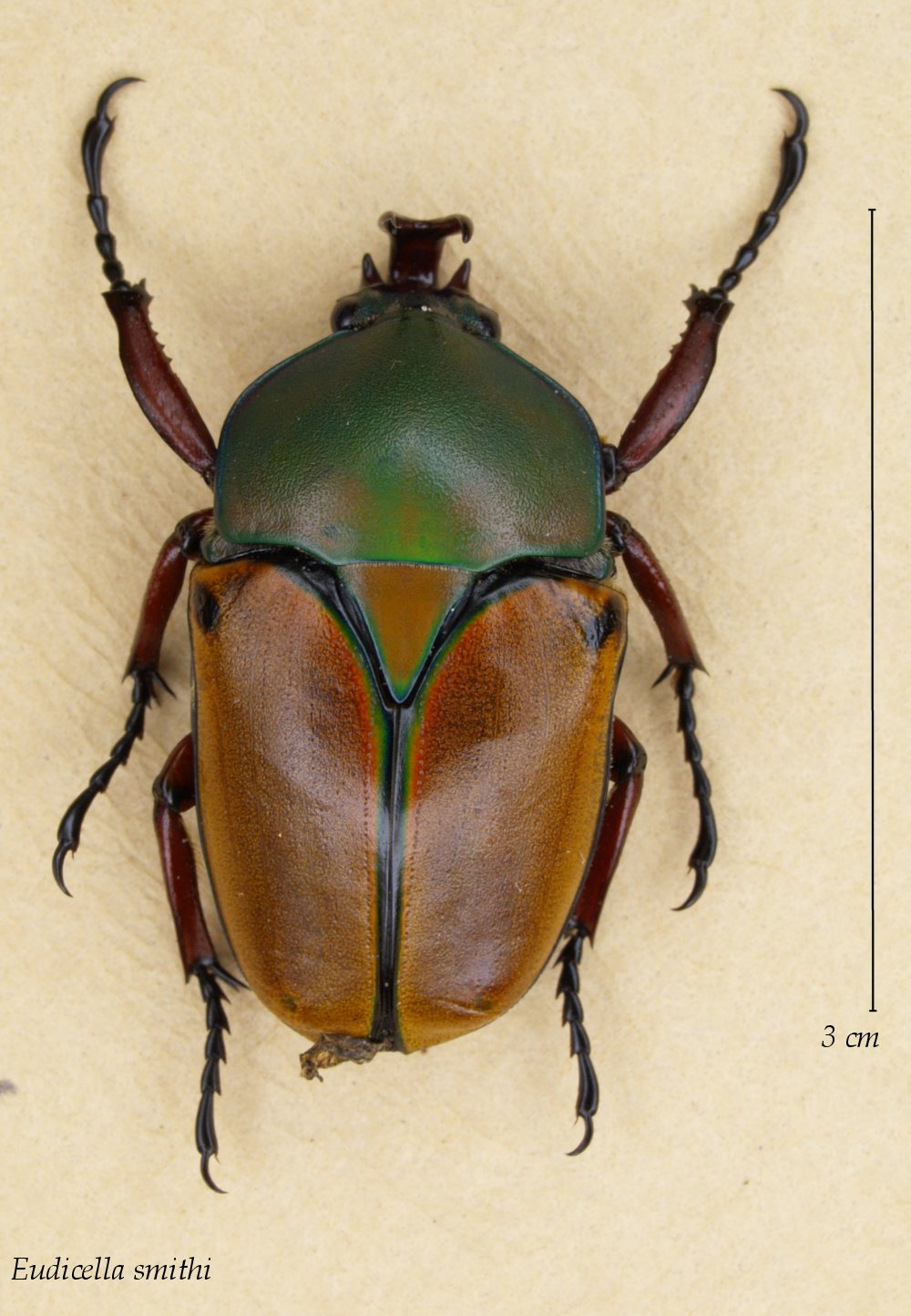
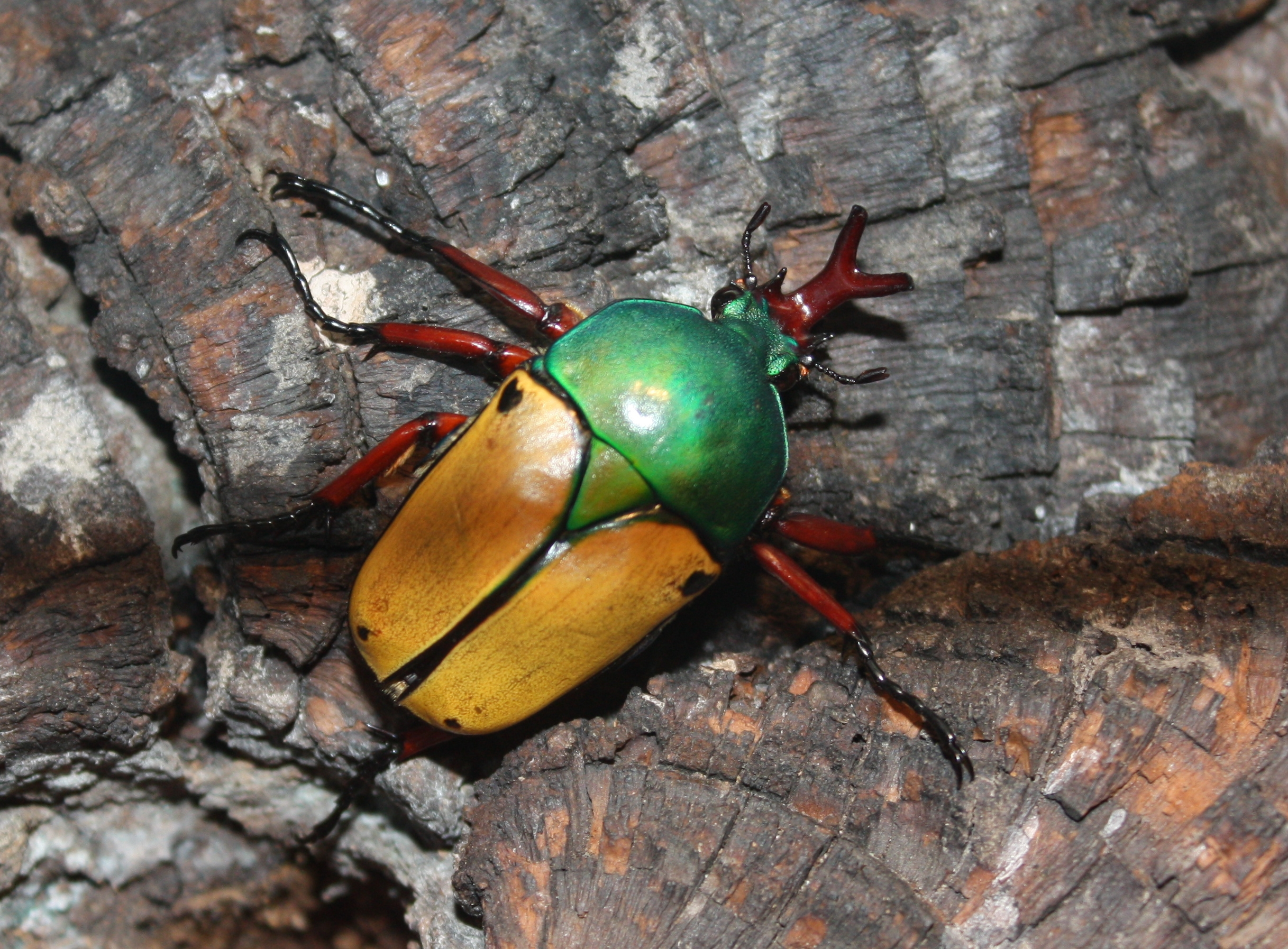
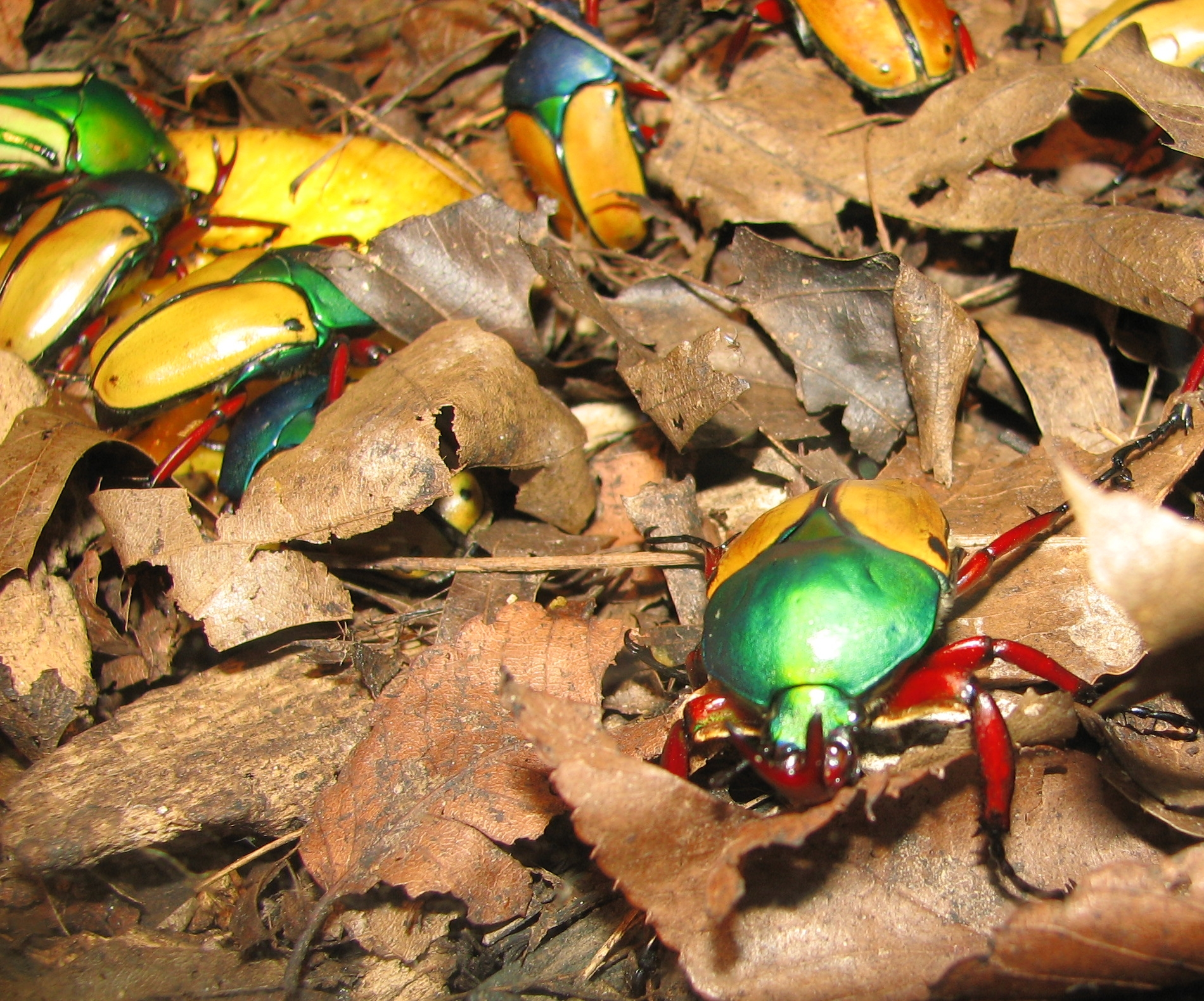
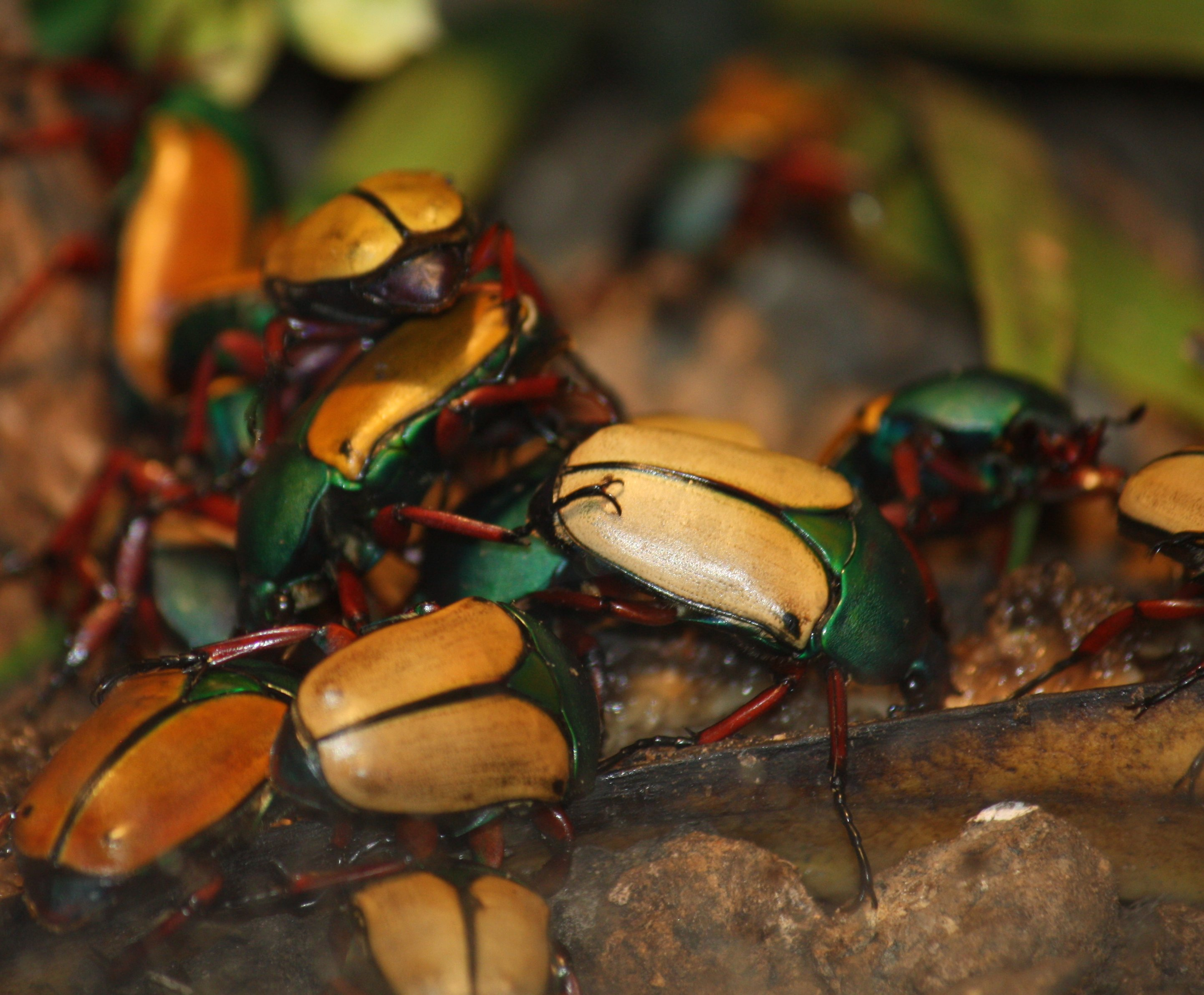
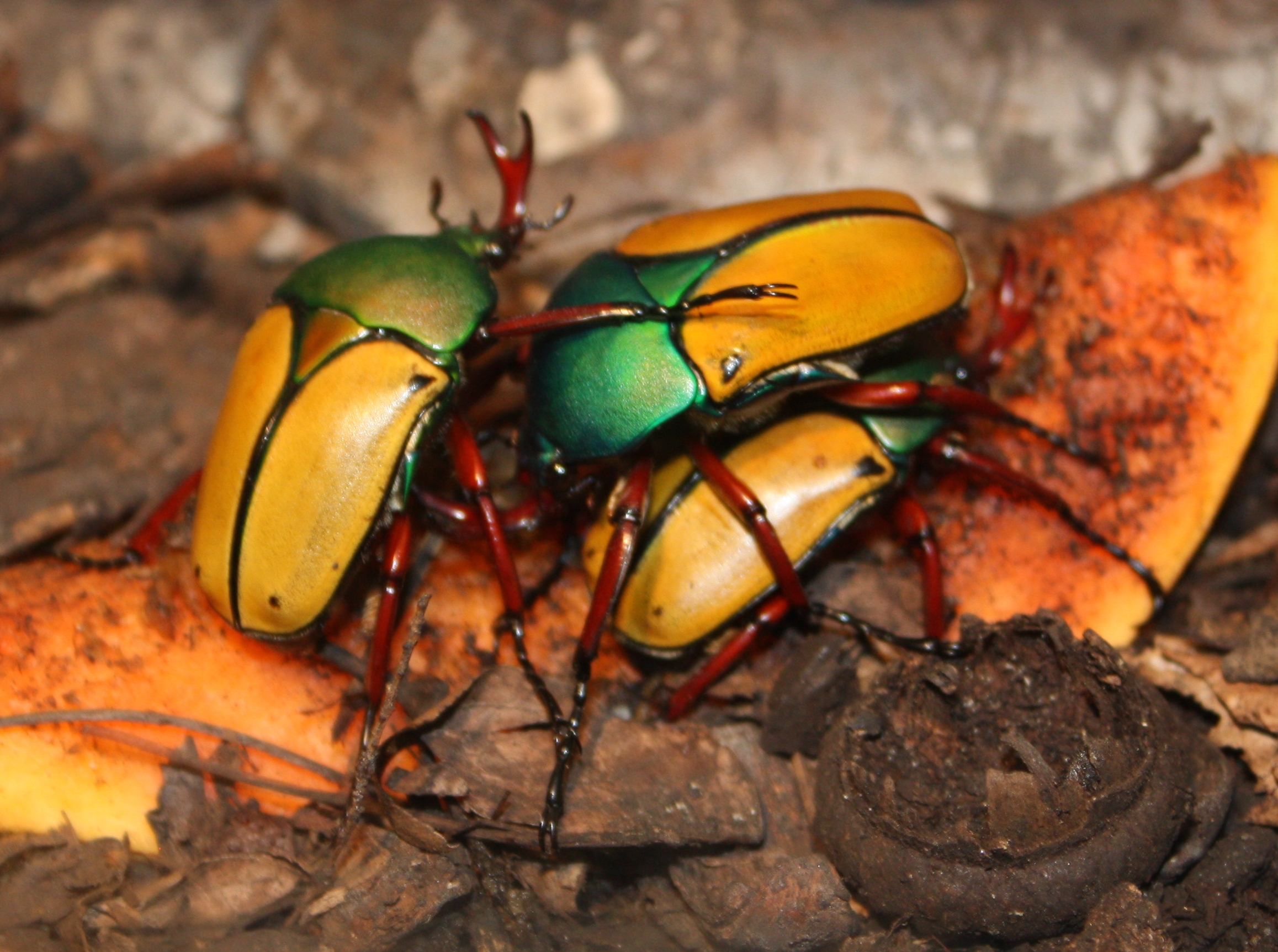
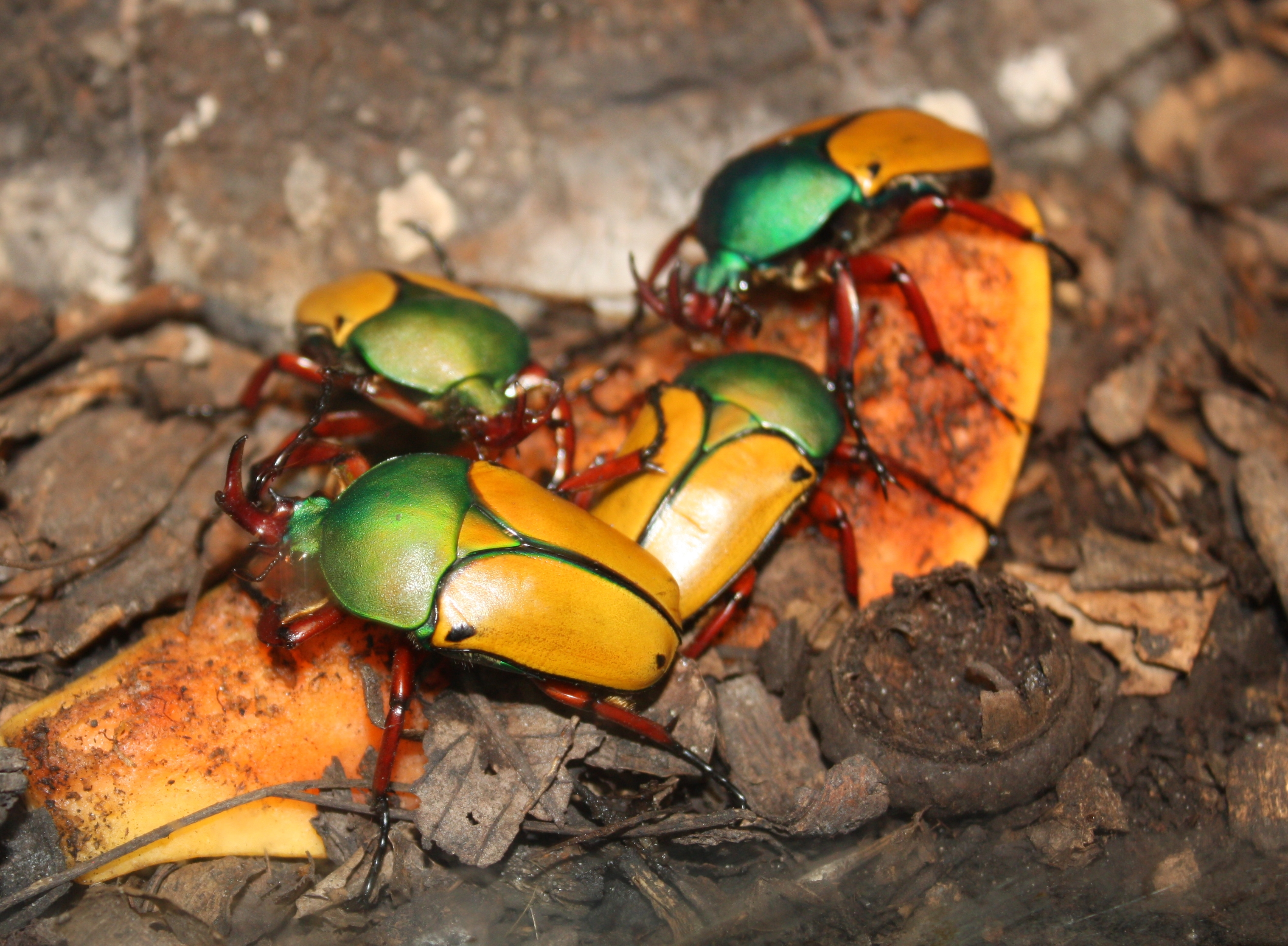